# (35063) 1988 FD
(35063) 1988 FD es un asteroide perteneciente al cinturón de asteroides descubierto el 16 de marzo de 1988 por Seiji Ueda y el astrónomo Hiroshi Kaneda desde el Kushiro Marsh Observatory, Hokkaido, Japón.

## Designación y nombre
Designado provisionalmente como 1988 FD.

## Características orbitales
1988 FD está situado a una distancia media del Sol de 2,310 ua, pudiendo alejarse hasta 2,716 ua y acercarse hasta 1,904 ua. Su excentricidad es 0,175 y la inclinación orbital 22,92 grados. Emplea 1283,01 días en completar una órbita alrededor del Sol.

## Características físicas
La magnitud absoluta de 1988 FD es 13,4. Tiene 6,013 km de diámetro y su albedo se estima en 0,308. 